# 아드보카투스
아드보카투스(라틴어: advocatus, 파생 영어 아드보케이트 Advocate)는 중세 시대 유럽에서 변호사나 교회를 변호하는 임무를 가진 아드보카투스 에클레시아에 등의 초청받아 다른 사람을 변호하는 사람(~에, 목소리, ad vocatus)에게의 부르던 일반적인 명칭이다.
법정 대리인으로서의 아드보카투스는 12세기부터 13세기에 걸쳐 로마법이 재발견되는 과정에서 출현했다.

## 아드보카투스 에클레시아에
아드보카투스 에크레시아에(라틴어: advocatus ecclesiae, 변호인, 교회의(Ecclessia+-ae))는 주어진 조건 하에서 특정 교회나 수도원을 대표했고, 외압으로부터 그 권리 수호를 대리하던 사람들에게 붙은 칭호이다. 그들은 세속법재판소로 인도되기 전 단계의 분쟁에서 교회를 대표하는 역할을 했다. 그들은 교회령이나 수도원령에 있어서 민사소송을 다루었고, 분쟁이 교회 습격으로 진행되면 교회 방위의 임무를 맡았다. 또 교회나 수도원의 이름으로 상비군을 지휘하고, 그들의 전쟁을 대행하는 것도 아드보카투스 에클레시아에의 의무였다. 이러한 업무에 대한 보상으로 그들은 보급이나 병사를 공출할 수 있는 권리를 가졌으며, 교회 자산 중에서 고정 급여를 받거나, 교회 자산에 대하여 저당권을 설정할 수 있었다.
아드보카투스 에클레시아에와 같은 사람들은 로마 시대에도 찾을 수 있다. 401년 카르타고 공회의에서는 황제가 주교들과 협력하여 교회를 수호하기 위한 인원(디펜솔레스 에클레시아에)을 파견할 필요가 있다고 선언했다. 5세기 말에는 이탈리아에 디펜솔레스 에클레시아에(라틴어: defensores ecclesiae, 수비대, 문지기를 뜻하는 Defensor+-es(들이)+교회의(교회(Eccclesia)+-의(ae))가 존재한 증거가 있었고, 로마 교황 그레고리우스 1세가 그들을 성직자로 한정했다. 그 의무는 가난한 사람들을 지키고, 교회의 권리와 재산을 지키는 것이었다.